# (245417) Rostand
(245417) Rostand est un astéroïde de la ceinture principale.

## Description
(245417) Rostand est un astéroïde de la ceinture principale. Il fut découvert par Bernard Christophe le 9 mai 2005 à l'observatoire de Saint-Sulpice. Il présente une orbite caractérisée par un demi-grand axe de 2,57 UA, une excentricité de 0,208 et une inclinaison de 13,7° par rapport à l'écliptique.
Il fut nommé en hommage à Edmond Rostand, écrivain, dramaturge, poète, et essayiste français.

## Compléments